# チェスの歴史

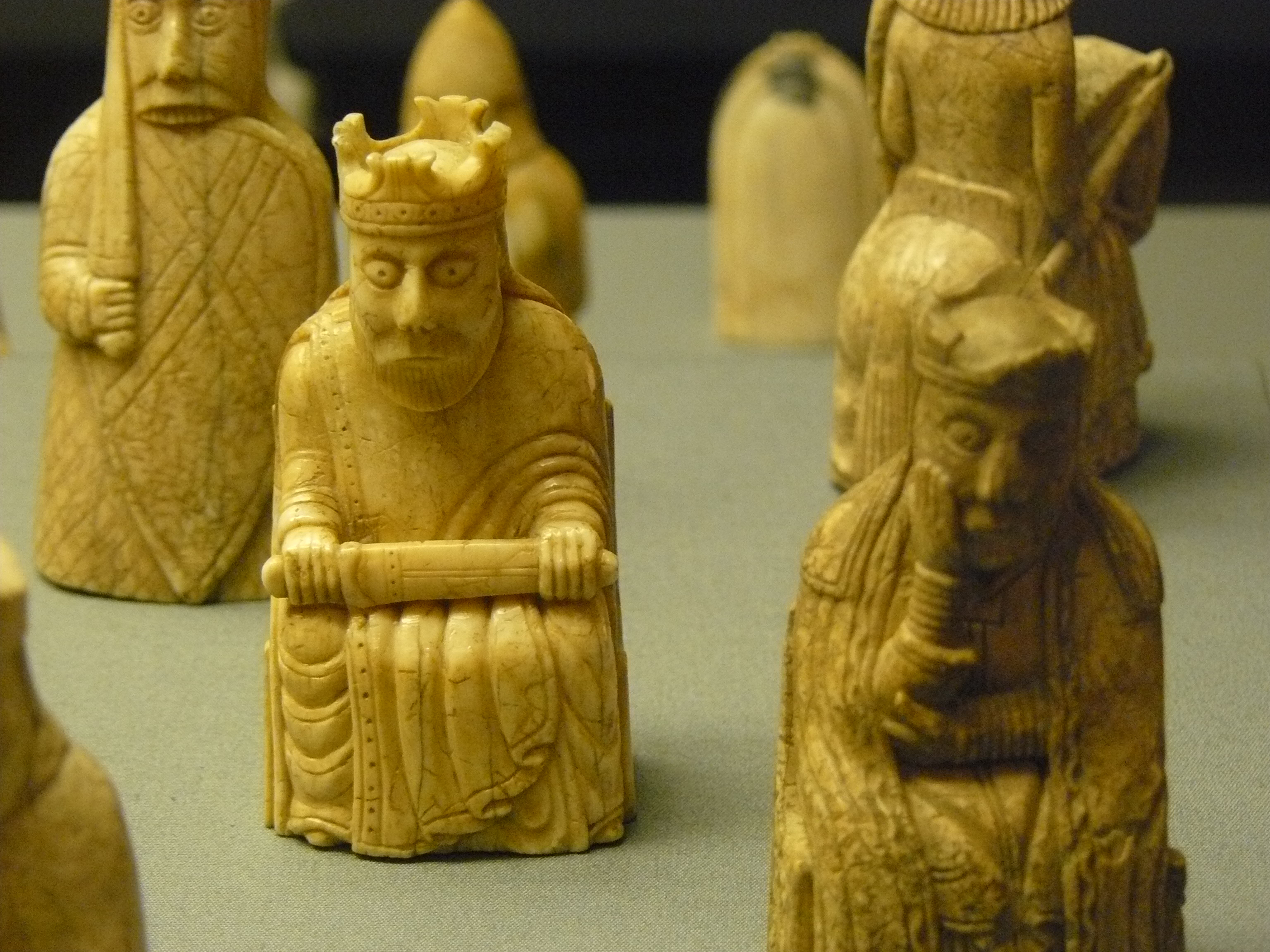
12世紀のチェスの駒
「ルイス島のチェス駒」

ここではチェスの歴史（チェスのれきし）について解説する。

## 起源
遊戯史研究の成果によれば、チェスの起源が古代インドのチャトランガ（chaturanga）にさかのぼることはほぼ確実である。チャトランガはサンスクリット語で「4つの部分」を意味し、四人制ルールもあったが、二人制のルールでは象、馬、戦車、歩兵が軍隊を構成していた。この4種は、キリスト紀元頃にはすでになくなっているため、誕生は紀元前にさかのぼると考えられている。
イギリスの研究家マレーによれば、チャトランガはもともと4人競技制のゲームで、これが2人制のゲームに進化したとしたが、近年の研究では、4人制のゲームは10世紀以降に誕生したといわれている。当初はサイコロを使ってプレーされていた証拠もあり、いつごろから運の関係しないマインドスポーツになったのかは明確ではない。

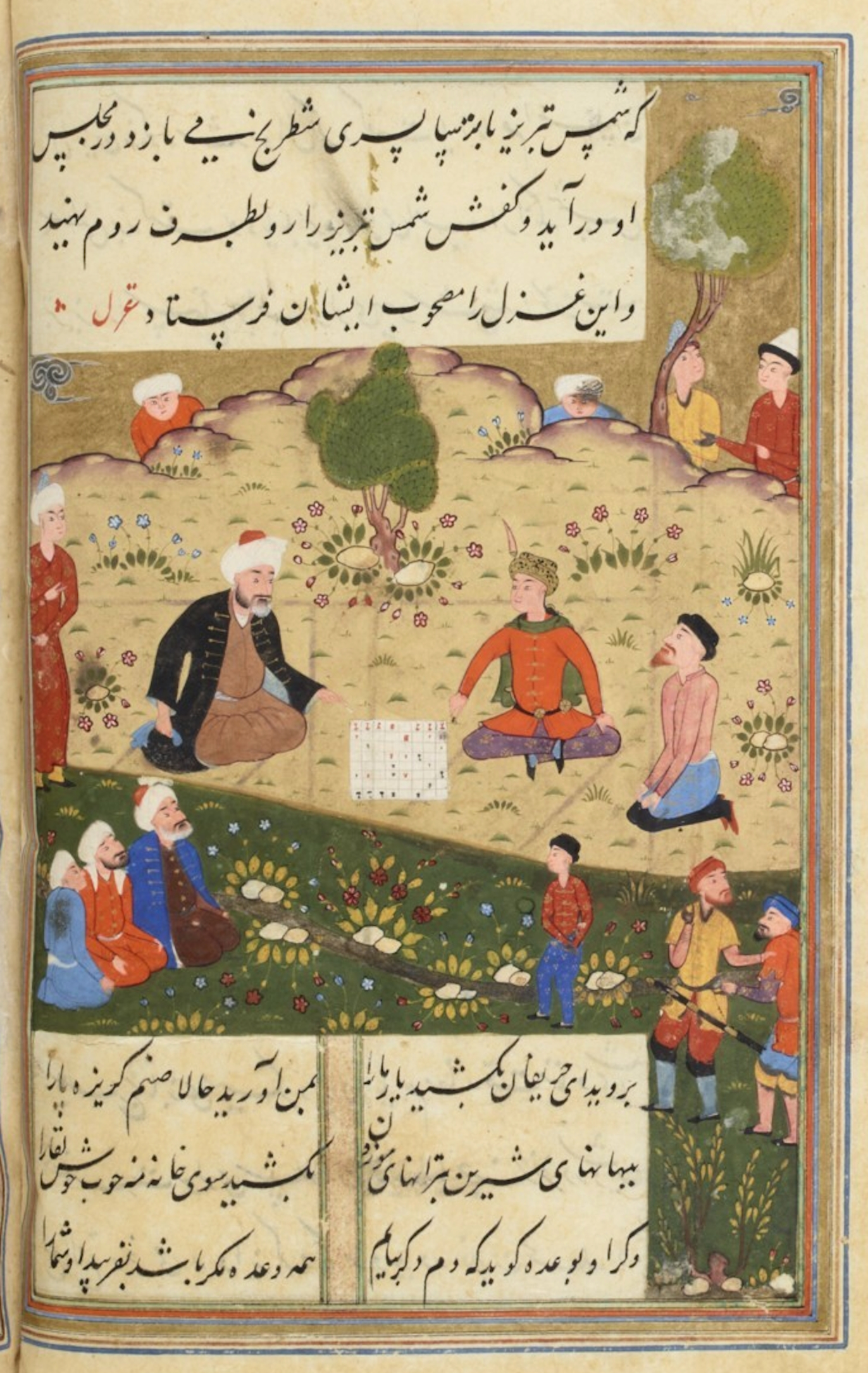
ペルシアのチェス

言及した最古の書物は、サーサーン朝ペルシアのホスロー2世（在位：590年-628年）によるパフラヴィー語の書物「カルナマック・イ・アルダシール・イ・パバガン」（ペルシア語: کارنامه اردشیر بابکان）で、シャトランジの発明はアルダシール1世の業績とされている。7世紀から9世紀に書かれたパフラヴィー語の書物「シャトランジ解き明かしの書」（チャトラング・ナーマグ、Chatrang-namak）では、インド王からホスロー1世（在位：531年-579年）へチャトランガが送られて、その使用方法を大臣ブズルグミフル・イ・ボーフタガーン（ペルシア語: بُزُرْگْمِهْر بُخْتَگان、転写: Bozorgmehr-e Bokhtagan）が謎解きする。ペルシアのチェス（シャトランジ）の名人として、アス=スリ（880年-946年）の名が伝えられている。
2人制のゲームは、ペルシアに伝えられてシャトランジ（shatranj）と名を変え、さらに戦争や貿易にともなってヨーロッパに伝わっていった。まず、8世紀にはロシアに伝えられ、約100年遅れて西ヨーロッパへ伝わった。ルールが何度か変わったが、ペルシア経由で世界各地に伝わったため、ルールの違いによる混乱は少なかったとされる。中世ペルシア語で王に相当する称号「シャー（shah）」が、チェスを表す西欧語、例えばドイツ語の「シャッハ（Schach）」、英語の「チェス（chess）」、フランス語の「エシェク（échecs）」などの語源になったと考えられている。また、「シャーマート」（ペルシア語: شاه مات - Shāh Māt）が「チェックメイト」（英語: checkmate）の語源になったと考えられている。
チャトランガと同様に、当時は「クイーン」に相当する駒がなく、「ビショップ」に相当する駒の動きも限定されたものであった。そのため、現在よりもさらに引き分けのゲームが多かったといわれている。「将軍」に相当する駒はヨーロッパでは参謀（counselor）と呼ばれ、「ポーン」のプロモーションは「参謀」になるルールであった。
このほかに、中国のシャンチー（象棋）、日本の将棋もチャトランガに起源を持つという説がある。中国へは6世紀頃、日本へは8世紀頃に伝わったと見られるが、日本への伝来には中国経由説と東南アジア経由の説もある。ちなみに、中国では西洋のチェスを「國際象棋」と表記し、日本でもかつては「西洋将棋」と表記することが多かった。
13世紀後半にロンバルディア出身の修道士ジャコブス・デ・チェッソリスが行った、王族や騎士、庶民といった社会集団の行動規範と、チェスのルールや定跡を相対させて論じた説教を口述筆記した『チェスのゲーム(The Game of Chess)』が出版された。『チェスのゲーム』の写本は活版印刷登場以前では聖書に次いで人気のある書物とも言われるほどのベストセラーとなり、ヨーロッパの15か国の言語に翻訳され、多くの増補や改稿がなされた。15世紀に活版印刷が発明された後、史上2番目に印刷された英語の本となっている。

## ルネサンス期

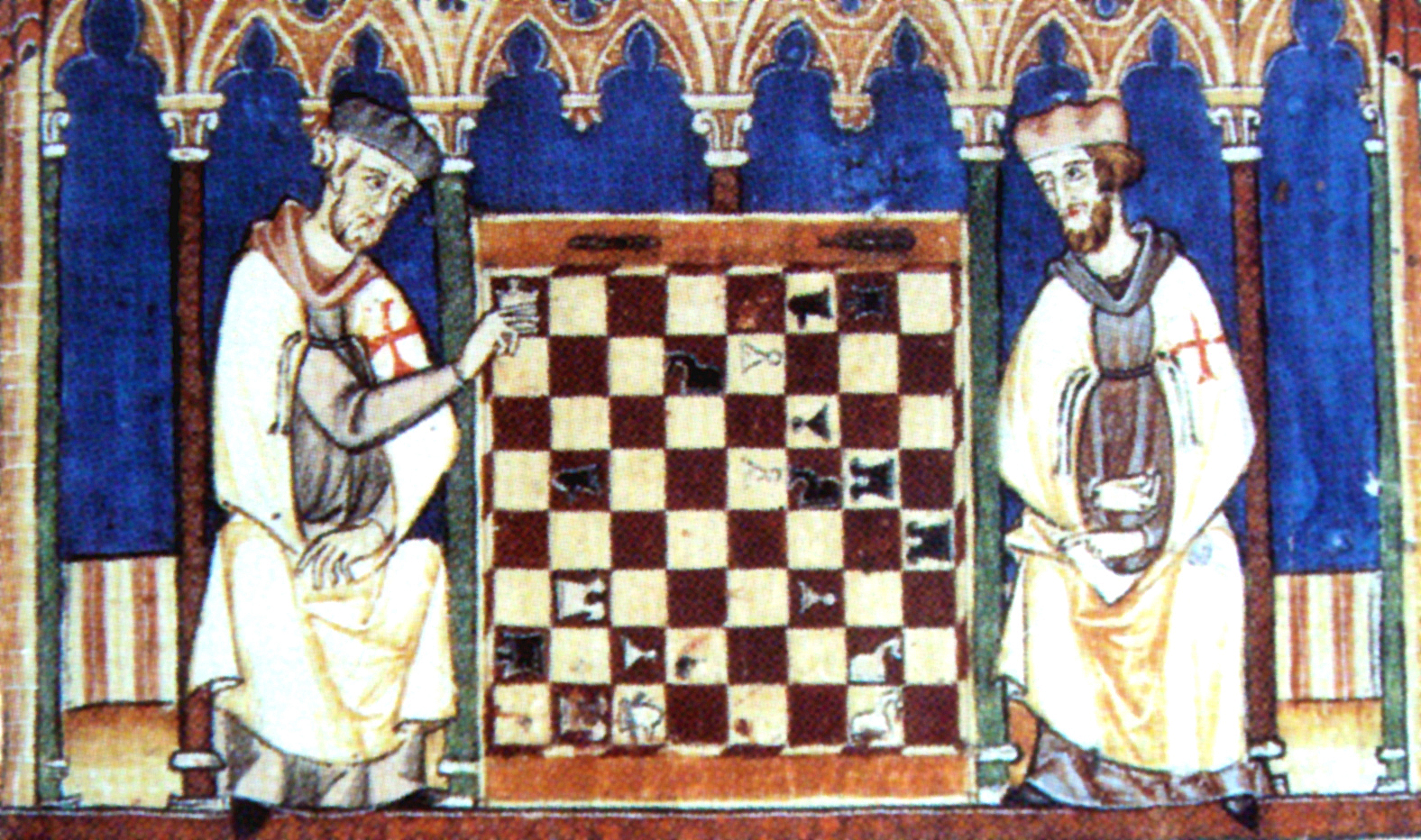
テンプル騎士団

ルネサンス期の15世紀末には、ルイス・デ・ルセナによるヨーロッパ最初の西洋チェスのガイドブック「チェスの技術」が出版された。このころからのルールの変遷は比較的正確に知ることができる。まず、王の隣にいた「将軍（マントリ）」が、「女王（クイーン）」に取って代わられ、「象（アルフィル）」が「僧正（ビショップ）」に変わった。
ビショップについては、象の駒が意匠として象牙が2本備わったものであったのをイギリスにおいて司教冠と間違えられて「僧正」（bishop）と呼ばれるようになったとされている。なお、スペインなどではビショップは今も「象」（alfil）と呼ばれている。
さらにゲームをスピードアップするため、ポーンが最初に2マス進めるというルールが加わり、攻撃を受けやすくなった王を守るために、キャスリングのルールが付け加わった。ポーンのプロモーションでも、クイーンに昇格することができるようになり、ポーンの価値も上がった。
これらの変化は、当時としてはフェアリー・チェス（変則ルールによるチェス）だったが、多くの人に支持されたため、16世紀にはほぼ現在と同じルールが固定し、主流になった。「アンパッサン」（フランス語）、「ツークツワンク」（ドイツ語）、「キャスリング」（英語）などの語が示すように、ヨーロッパ各地でルールが発展していったものである。
16世紀のチェスプレーヤーで名を残しているのは、スペインの僧正ルイ・ロペス・デ・セグラであり、彼の名はそのままチェスの定跡の名称にもなっている。ルイ・ロペスは、『チェスをするための自由な発想と技術の書』を残している。
16世紀後半には、イタリア生まれのジョアッキーノ・グレコがチェスの達人として有名であり、競技と本の著作で収入を得、最初の職業的チェスプレーヤーとされている。グレコの定跡としては、「シシリアン・ディフェンス」があるが、当時はあまり注目されず、世界的流行となったのは20世紀後半からである。

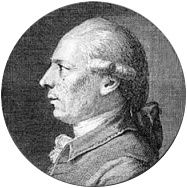
フィリドール

17世紀には、チェスはもっぱら娯楽として普及し、「コーヒーハウスチェス」として資産家をスポンサーとして競技されるようになった。チェスの中心はフランスであり、特に名をなしたプレーヤーとしてフランソワ＝アンドレ・ダニカン・フィリドールが挙げられる。フィリドールは1749年に『フィリドールの解析』を著し、「ポーンはチェスの魂である」という有名な言葉を残した。彼の名は、「フィリドール・ディフェンス」として残っている。
チェスの中心をフランスから奪いとったのは、イギリスのスタントンで、1843年に英仏の国際試合でサン・タマンに勝利した。スタントンは、駒の形状・棋譜法を提唱し、駒の形状に名を残している。
アメリカでは、ポール・モーフィーが1857年にアメリカのチェス大会で優勝したのを機に、翌年ヨーロッパに渡り、ドイツのアドルフ・アンデルセンを破るなど圧倒的勝利を収めている。モーフィーは序盤研究家としても有名で、ルイ・ロペスの変化の1つである「モーフィー・ディフェンス」に名を残している。

## 近代～現代

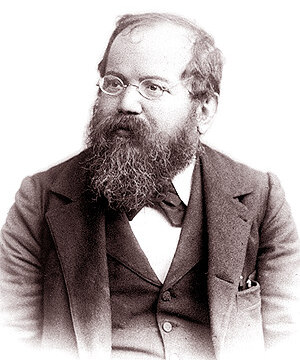
W・シュタイニッツ

ヴィルヘルム・シュタイニッツが1886年に、公式戦としてツケルトートを破って以来、「公式」な世界チャンピオンが存在することになった。シュタイニッツは「近代チェスの父」とも呼ばれる。
ただし、国際チェス連盟（FIDE）が挑戦マッチを主催するようになるまでは、タイトル保持者の都合で挑戦ルールが決定されたり、試合そのものが成立しなかったりしたことがあり、必ずしも客観的な世界チャンピオンとはいえない側面もある。
特に、キューバの国民的英雄としてもてはやされたホセ・ラウル・カパブランカは、1921年にエマーヌエール・ラスカーを破って世界チャンピオンになってから、1927年にアレクサンドル・アレヒンに敗れるまでの間、一度も防衛マッチを行っていない。
アレヒンは、1935年にオランダのマックス・エーワに敗れたものの、1937年にタイトルを奪回、1946年に死去するまでチャンピオンの地位にあった。アレヒン以降は、しばらくソ連-ロシアのプレーヤーがチャンピオンを保持し続ける時代が長かった。その中で1972年、アメリカのボビー・フィッシャーがボリス・スパスキーを破ってチャンピオンの座に就いた。フィッシャーは、「米国の英雄」とも呼び慣らわされたが、1975年、最初の防衛戦の実施方法を巡ってFIDEと対立し、タイトルを剥奪された。

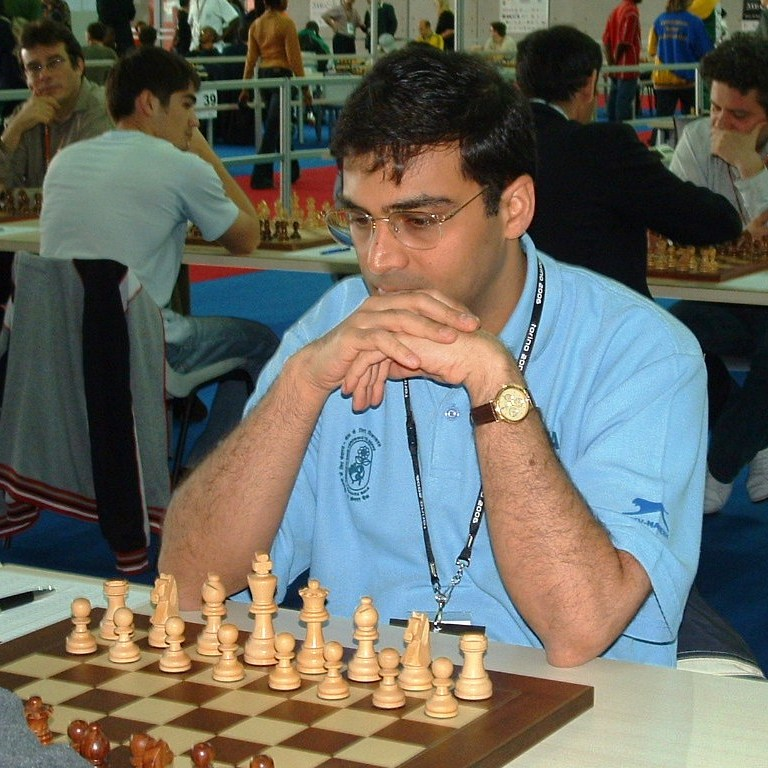
V・アナンド 2006

1997年、FIDEは国際オリンピック委員会（IOC）の勧告を受け入れ、それまでの挑戦者制をトーナメント制に改めた。新制度では、一回戦が128人による2局マッチ、準決勝は4人による4局マッチ、決勝は2人による8局マッチで行われるようになった。1998年はアナトリー・カルポフ、1999年はロシアのアレクサンドル・カリフマンがチャンピオンになったが、2000年にはインドのビスワナサン・アナンドが優勝し、初めてチェス発祥の地にチャンピオンが誕生した。
現代になり、コンピュータが実用化されるようになるとともに、多くの人の関心がコンピュータにチェスを指させることに集まった。特にディープ・ブルーのガルリ・カスパロフへの勝利は大きな注目を集めた。